# بوب غريفز
بوب غريفز (بالإنجليزية: Bob Greaves)‏ هو صحفي ومقدم تلفزيوني بريطاني، ولد في 28 نوفمبر 1934 في Sale, Greater Manchester ‏ في المملكة المتحدة، وتوفي في 14 مارس 2011 في Timperley ‏ في المملكة المتحدة بسبب سرطان.

## وصلات خارجية
- بوب غريفز على موقع IMDb (الإنجليزية)